# حسي بن علوان (تعز)
حسي بن علوان هي إحدى قرى الجمهورية اليمنية. تتبع جغرافيا لمحافظة تعز وإداريًا لمديرية المخاء. يبلغ تعداد سكانها 1428 نسمة حسب الإحصاء الذي أجري عام 2004.